# فيدريكو فيلار
فيدريكو فيلار (بالإسبانية: Federico Vilar) (30 مايو 1977 ببوينس آيرس في الأرجنتين - ) هو لاعب كرة قدم أرجنتيني سابق في مركز حراسة المرمى. لعب مع أتلانتي إف سي ونادي أطلس ونادي تيخوانا ونادي ألميرانته براون ونادي موريليا الرياضي وألميرانتيه براون دي أريسيفيس.

## وصلات خارجية
- فيدريكو فيلار على موقع الاتحاد الدولي (مؤرشف)  (الإنجليزية)
- فيدريكو فيلار على موقع إي إس بي إن إف سي (الإنجليزية)
- فيدريكو فيلار على موقع قاعدة بيانات كرة القدم.إي يو (الإنجليزية)
- فيدريكو فيلار على موقع Soccerway.com (الإنجليزية)
- فيدريكو فيلار على موقع AS.com (الإسبانية)